# إميليا كلارك
إميليا إيزوبيل أوفيميا روز كلارك المعروفة بـ (إميليا كلارك) (بالإنجليزية: Emilia Clarke)‏ (مواليد 23 أكتوبر 1986 –)، ممثلة، وعارضة أزياء، وممثلة مسرح إنجليزية. ولدت في لندن، بإنجلترا، بالمملكة المتحدة، ودرست في مركز الدراما بلندن، حيث ظهرت هناك في عدة مسرحيات. عُرِفت بالتمثيل بدور شخصية «دنيرس تارجارين» في المسلسل الحائز على جائزة الغولدن غلوب صراع العروش (2011–2019)، وهو من مسلسلات الفنتازيا التي بُثت على الشبكة التلفزيونية هوم بوكس أوفيس. حازت إميليا على 10 جوائز، ورُشِحت ل34 جائزة أخرى، وأيضاً رُشِحت لأربع جوائز إيمي برايم تايم في عام 2013، وعام 2015، وعام 2016، وعام 2019. وفي مجال المسرح، أدت في عام 2013 على المسرح الموسيقي في برودواي، مسرحية إفطار في شقة تيفاني. كما أدت في مسرحية النورس علي مسرح وست اند، وتم تأجيلها بسبب جائحة كوفيد-19.
ظهرت لأول مرة علي الشاشة كضيفة شرف في السوب أوبرا الطبي، الأطباء، الذي عُرض علي قناة بي بي سي الأولى في 2009. أدت الدور الرئيسي في فيلم الرعب هجوم الترياسي، من إنتاج شبكة ساي فاي التلفريونية في عام 2010، والذي بسببه حازت لقب واحدة من ضمن «نجوم الغد بالمملكة المتحدة» من قِبل مجلة سكرين إنترناشونال. وقامت بالتمثيل في الفيلم الكوميدي دوم هيمينغواي من إنتاج شركة ليونزغيت إنترتينمنت في عام 2013. وأيضًا في عام 2013، قامت بالأداء الصوتي في في المسلسل الأمريكي الكرتوني من إنتاج شركة شبكة فوكس التلفزيونية، فيوتشوراما، بدور «ماريان». وعُرفت بتأديتها لدور «سارة كونور» في فيلم الخيال العلمي المبيد جنيسس، وهو الجزء الخامس من سلسلة أفلام المبيد، والذي حاز على العديد من الجوائز العالمية، ونال شعبية هائلة بين أفلام الخيال العلمي. أيضا شاركت بدور «قيرا» في فيلم سولو: قصة من حرب النجوم، أحد أفلام سلسلة حرب النجوم. كما مثلت في الفيلم الرومانسي أنا قبلك عام 2016، وفيلم الكوميديا الرومانسية عيد الميلاد الماضي عام 2019. في 2019، تم إدراجها من قِبل مجلة تايم كواحدة من ضمن أكثر 100 شخص مؤثر في العالم.

## نشأتها والتعليم

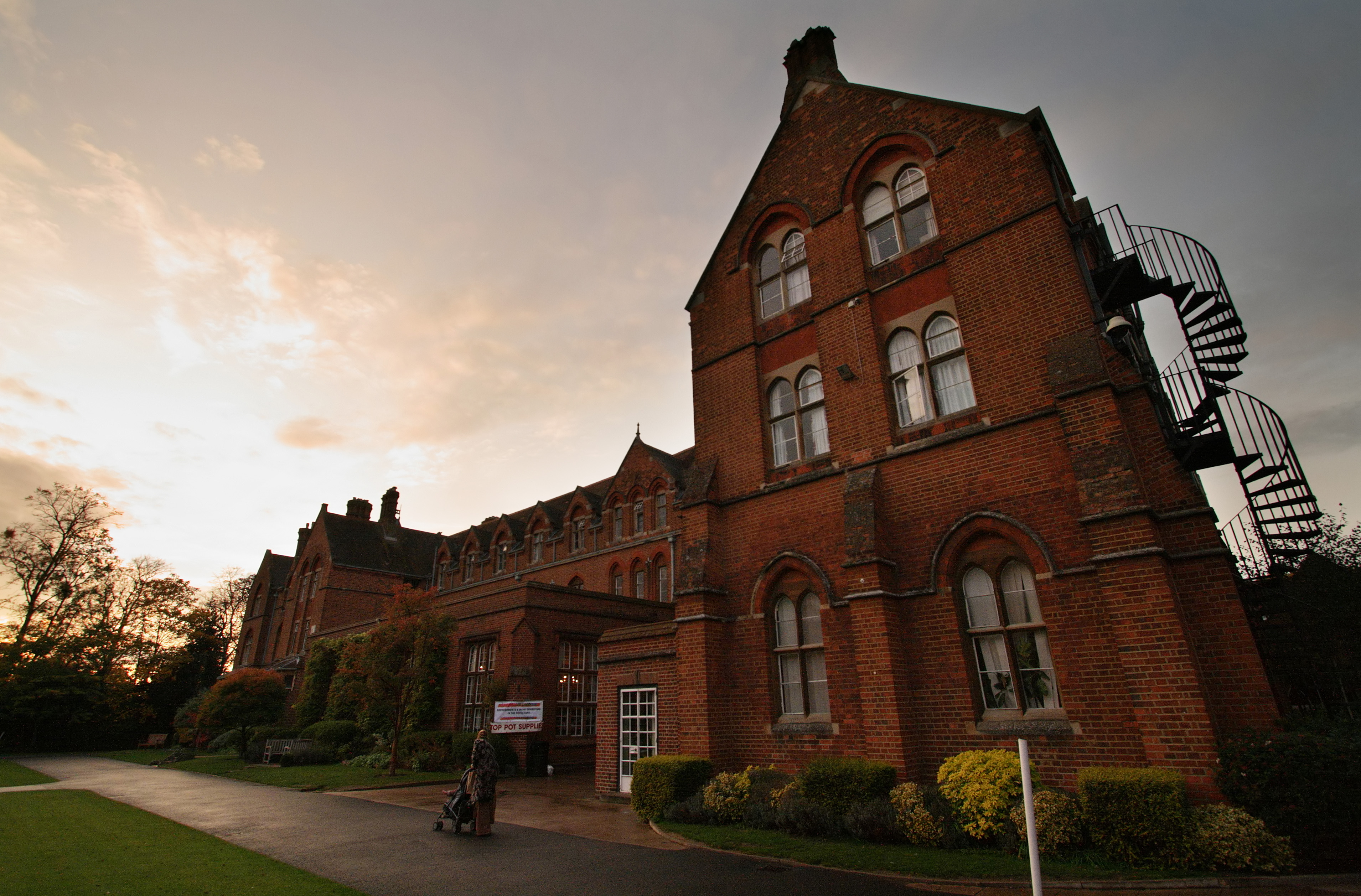
مدرسة القديس إدوارد بأكسفورد التي التحقت بها كلارك.

ولدت «إميليا إيزوبيل أوفيميا روز كلارك» في 23 أكتوبر 1986، في لندن، بإنجلترا، ونشأت في باركشير، بالتحديد في أكسفوردشير. عمل والدها، «بيتر كلارك»، مهندس أصوات في المسارح، وهو من ولفرهامبتن، ووالدتها، «جينيفر»، سيدة أعمال، ونائب رئيس التسويق في شركة استشارات إدارية عالمية اعتبارًا من عام 2020. وشقيقها الأصغر يدرس السياسة، بينما شقيقها الأكبر، «بينيت»، يعمل في صناعة الترفيه، وكان جزءًا من قسم الكاميرا في مسلسل صراع العروش. بدأت كلارك بالاهتمام في التمثيل وهي في عمر الثالثة، بعد مشاهدتها المسرحية الموسيقية مشاهدة القوارب، حيث كان والدها يعمل في هذة المسرحية. وعندما كانت في العاشرة من عمرها، أخذها والدها إلى تجربة أداء مسرح وست اند للمسرحية الموسيقية فتاة الوداع، للكاتب المسرحي نيل سيمون. تخرجت كلارك من مدرسة القديس إدوارد في أكسفورد من عام 2000 إلى عام 2005. وأيضا درست في مدرسة راي سانت أنتوني. بعد التخرج، تقدمت كلارك دون جدوى إلى الأكاديمية الملكية للفنون المسرحية، وأكاديمية لندن للموسيقى والفنون المسرحية، ومدرسة جيلدهول للموسيقى والدراما. وقالت كلارك أنها درست في مركز الدراما في لندن، وتخرجت من المركز في عام 2009، وكانت قبلها تعمل وتسافر. في مقابلة عام 2016 مع تايم آوت، صرحت كلارك: «ذهبت إلى مدارس داخلية فاخرة، لكنني لم أكن الفتاة الثرية فيها.» كما ذكرت أن معظم الأشخاص في مدرستها الداخلية في أكسفورد من عائلة محافظة، مما يعني أنها شعرت هي وبعض أصدقائها بأنهم غرباء. لكلارك أصول هندية من جانب والدتها. ذكرت كلارك في مقابلة عام 2018، أن جدتها لأمها كانت طفلة علاقة سرية بين جدة كلارك الأكبر ورجل من شبه القارة الهندية. وضعت جدتها مكياجاً خفيفاً لإخفاء البشرة الداكنة التي ورثتها عن والدها. تنسب كلارك الفضل إلى هذة الخلفية في امتلاك عائلتها «تاريخ من المقاتلين»، قائلة: «حقيقة أن [جدتي] اضطرت لإخفاء لون بشرتها، بشكل أساسي، ومحاولة يائسة منها للتكيف مع أي شخص آخر، كان أمرًا صعبًا للغاية.» في مقابلة مع هاربر بازار، صرحت كلارك أن جدتها «أحبت الهند أكثر مما أحبت إنجلترا»، وعلى هذا النحو، عندما توفيت، سافرت كلارك، البالغة من العمر 16 عامًا حينها، إلى الهند لتنثر رمادها.

## مشوارها الفني

### 2000–2010: بداية عملها
وكان من أول أعمالها، أدائها مسرحيتين في مدرسة القديس إدوارد، الليلة الثانية عشرة وقصة الحي الغربي، وأيضا أدت عشر مسرحيات في مركز الدراما في لندن، من إنتاج شركة الملائكة في عام 2009. كان أحد أدوار كلارك السينمائية الأولى دورها في فيلم أسقط الكلب، وهو فيلم قصير لطلاب جامعة لندن. عملت كلارك في وظائف مختلفة غير التمثيل بعد التخرج أثناء اختبارات الأداء. وفي عام 2009، انضمت كلارك إلى جمعية السامريون، مجسدة دور فتاة ضحية العنف المنزلي. وفي نفس السنة ظهرت كنجمة ضيفة في مسلسل الأوبرا الصابونية الأطباء، بدور «ساسكيا ماير». وظهرت في عرض شبكة ساي فاي التلفريونية الجديد، هجوم الترياسي، بدور «سافانا»، أمام ستيفن براند، وجون لاسكوسكي. وقصة الفيلم تتحدث عن الشخصية الرئيسية «جيك راوندتري» (ستيفن براند)، أمريكي أصلي، يمتلك متحف (كيتشي) الصغير، والذي يقع على الطريق، ويمتلك خليطا من المعروضات، منه ثلاث حفريات نادرة لثلاثة ديناصورات. يخطئ «جيك راوندتري» في إحدى التعويذات، مما تتسبب في إعادة إحدى الديناصورات إلى الحياة، والتي تبدأ هجوماً مخيفاً يثير الذعر في المدينة، وفي الجامعة أيضا. صُدر الفيلم في نوفمبر 2010، وتلقى مراجعات سلبية في الولايات المتحدة. ومع ذلك، وضعوا كلارك في مجلة الشاشة الدولية أو سكرين إنترناشونال باعتبارها واحدة من «نجوم الغد للمملكة المتحدة».

### 2011–2019: صراع العروش
وفي عام 2010، قامت بالتمثيل بدور شخصية «دنيرس تارجارين» في المسلسل الحائز على جائزة غولدن غلوب، وهو من سلسلة مسلسلات الفانتازيا، مسلسل صراع العروش للكاتب جورج ر. ر. مارتن، والذي عُرض على الشبكة التلفزيونية هوم بوكس أوفيس. وكانت ستؤدي دور شخصية «دنيرس تارجارين» الممثلة البريطانية تامزين مرشانت، ولكنها انشغلت في العمل في المسلسل الكرتوني الروبوت الدجاج. عندما أُعيد تصوير الحلقة التجريبية في أوائل عام 2010، تم استبدال مرشانت بكلارك. «دنيرس» هي واحدة من آخر أعضاء منزل تارجاريَن الباقين على قيد الحياة، والذين حكموا قارة ويستروس من العرش الحديدي لما يقرب من ثلاثمائة عام قبل الإطاحة بهم. كشف نقاد المسلسل أن كلارك ظهرت بطريقة إيجابية في هذة السلسلة لأول مرة في أبريل عام 2011، قبل إنتاج الموسم الثاني. وصف ماثيو غيلبرت من صحيفة بوسطن غلوب، مشاهدها بأنها «ساحرة»، مضيفًا أن: «كلارك ليس لديها الكثير من التنوع العاطفي للعمل معها كدنيرس، بصرف النظر عن العزيمة الشرسة، ومع ذلك، فهي تثبت نفسها.» علقت إميلي فانديرويرف من إيه. في. كلوب، على صعوبة التكيف مع مثل هذا التطور من صفحة إلى شاشة، لكنها خلصت إلى أن كلارك «أكثر من أن [ت]برم الصفقة هنا.» وقد ظهرت كلارك في كل المواسم الثمانية. وفازت كلارك بجائزة صحيفة إنترتينمنت ويكلي الأمريكية في عام 2011 لأفضل ممثلة في الدراما عن دورها كشخصية «دنيرس تارجارين».
وفي عام 2013، تم ترشيح كلارك بجائزة إيمي لأفضل ممثلة مساعدة في مسلسل درامي. وتم ترشيحها مرة أخرى بنفس الجائزة في عام 2015. صُنِّفت كلارك ضمن أفضل الأصوات من النساء في العالم عبر موقع آسك من العالمي. وفي عام 2014، قامت بالأداء الصوتي لشخصية «دنيرس تارجارين» في لُعبة فيديو صراع العروش، وهي مُستندة على سلسلة روايات أغنية الجليد والنار والمسلسل التلفزيوني صراع العروش.
شهد الموسم السادس من مسلسل صراع العروش عودة «دنيرس تارجارين» (إميليا كلارك) بقوة أكبر من السابق، حيث ستتمكن من ضم الجيش الدوثراكى إلى جانبها، حيث ستقوم بإقناع الخالازار قائد جيش الدوثراكيين، بأن يكون تحت إمرتها، خاصة وأنهم رافضون لفكرة قيادتهم من قِبل امرأة، لكن الآن مع قوتها المكنونة في التنانين، ستجعلهم يغيرون رأيهم، خاصة وأن أحجام التنانين ستكبر ضعف حجمهم في الموسم الماضي وسيصبحون أقوى من السابق، وذلك كان وفقا لصحيفة إنترتينمنت ويكلي الأمريكية. وبدأ عرض الموسم السادس المكون من عشر حلقات على قناة هوم بوكس أوفيس في 24 أبريل 2016، فيما أكدت قناة هوم بوكس أوفيس أن السلسة ستستمر لما لا يقل عن ثمانية مواسم. في 24 فبراير 2016، نشرت صحيفة إنترتينمنت ويكلي الأمريكية، صورة حصرية لشخصية «دنيرس تارجارين» التي تقوم بدورها الممثلة البريطانية إميليا كلارك، بمناسبة عودة الموسم السادس للمسلسل. وفي عام 2016، تم ترشيح كلارك بجائزة إيمي لأفضل ممثلة مساعدة في مسلسل درامي.
في عام 2017، ذُكر أن كلارك أصبحت واحدة من الممثلين الأعلى أجراً على التلفزيون، حيث كسبت ما بين 1.2 و2 مليون جنيه إسترليني لكل حلقة من مسلسل صراع العروش. في عام 2019، قالت كلارك أنها كانت غير مرتاحة في التمثيل عارية في تجربتها الأولى في عمر الـ23 عامًا في مجموعة أفلام كبيرة، ولكنها أصبحت منذ ذلك الحين «أكثر إدراكاً» بشأن مستوى العُري المطلوب لمشهد ما. كما ظهرت كلارك كضيفة شرف في مونولوج كيت هارينغتون في برنامج ساترداي نايت لايف في أبريل 2019. قالت كلارك في مقابلة مع الإذاعة الوطنية العامة (NPR) في تشرين الثاني (نوفمبر) 2019، أنها «إذا تم تصويرها نمطياً كأم للتنانين، يمكنني أن اطلب الأسوأ. إنه حقًا رائع تمامًا.»

### 2015–2012
في عام 2012، قامت كلارك بتمثيل دور البطولة في الفيلم جزيرة سبايك بدور «سالي». وفي نفس السنة، قامت ببطولة الفيلم القصير المكبل بدور «مالو». وفي مجال المسرح، أدت في شهر أبريل عام 2013 على المسرح الموسيقي في برودواي مسرحية إفطار في شقة تيفاني، ولعبت دور «هولي غوليتلي». وفي نفس السنة، قامت بالأداء الصوتي في مسلسل أمريكي كرتوني وكوميدي الموقف من إنتاج شركة شبكة فوكس التلفزيونية بعنوان فيوتشوراما بدور «ماريان». وأدت كلارك دور البطولة بدور «إيفلين» في فيلم روائي طويل عام 2013 بعنوان دوم هيمينغواي أمام جود لو، وريتشارد جرانت. وقصة الفيلم تتحدث عن لص خزائن خطير ومضحك يُدعى «دوم هيمينغواي» (جود لو). ظل «دوم» في السجن لمدة 12 عامًا، وبعد خروجه، قرر الحصول على مستحقاته؛ حيث أنه سُجن مقابل إغلاق فمه وعدم الوشاية. يسافر «دوم» إلى جنوب فرنسا برفقة صديقه المتفاني «ديكي» (ريتشارد جرانت) من أجل الحصول على جائزته من رئيسه السيد «فونتين» (ديميان بيشير). سرعان ما يعلم «دوم» أن ما فُقد لا يمكن تعويضه، فبعد حادثة سيارة وحدوث بعض التعقيدات، يقرر أن أولوياته هي لم شمله بابنته «إيفلين» (إميليا كلارك). والفيلم من إخراج ريتشارد شيبرد. وفي شهر مايو 2014، كانت ستؤدي كلارك دور البطولة في فيلم روائي طويل بعنوان حديقة الأيام الأخيرة أمام جيمس فرانكو. ولكن تم إلغاء الفيلم قبل أسبوعين من إنتاجه، وكان الفيلم المقرر أن يبدأ عرضه حينها.
في عام 2015، أدت كلارك بشخصية «سارة كونور» دور بطولة فيلم المبيد جنيسس؛ الجزء الخامس من سلسلة أفلام المبيد، أمام أرنولد شوارزنيجر، وجيسون كلارك، وجاي كورتني. وقصة الفيلم تتحدث عن الشخصية الرئيسية المبيد (أرنولد شوارزنيجر)، يقوم في الفيلم بشخصية الإنسان الآلى الذي ينقذ البشرية، حيث تبدأ أحداث الجزء الخامس عندما يرسل رئيس المقاومة البشرية «جون كونور» (جيسون كلارك) الرقيب «كايل ريس» (جاي كورتني) إلى عام 1984، من أجل حماية «سارة كونور» (إميليا كلارك) والمستقبل أيضًا. ويتسبب تحول غير متوقع في الأحداث في خلق خط زمنى مهشم، ويجد الرقيب «كايل ريس» نفسه في نسخة جديدة غير مألوفة من الماضى، حيث يواجه حلفاء غير مُتوقعين، بما في ذلك الحارس المبيد، وأعداء جدد خطرين ومهمة جديدة غير متوقعة، ألا وهي إعادة ضبط المستقبل. استطاع الفيلم أن يتصدر شباك السينما الصينية محققا (26 مليون $)، في حين حقق إجمالى إيرادات حول العالم (352,703,744 مليون $)، وبذلك أطاح بالفيلم الصينى الوحش هانت، والذي تصدر شباك تذاكر بلده لمدة 3 أسابيع، محققاً إجمالى إيرادات (363 مليون $). والفيلم من إخراج آلان تايلور. وفي نفس السنة، كانت ستؤدي كلارك دور «أناستازيا ستيل» في فيلم الإغراء والرومانسية خمسون درجة من جراي، ولكن رفضت كلارك الدور بسبب أنها لا تريد أن تكون في هذا الفيلم «عارية».

### 2016–إلى الآن
وفي عام 2016 مثلت في فيلمين أحدهما هو الفيلم الدراما أنا قبلك، وهو من أشهر روايات الكاتبة الإنجليزية جوجو مويس، يتحول إلى موضوع فيلم المخرج البريطاني ثيا شاروك. وهو من بطولة إميليا كلارك، سام كلافلن، جانيت مكتير، تشارلز دانس. تدور أحداث القصة حول شابة تدعى لويزا كلارك (إميليا كلارك) تعمل في أحد المتاجر، تعيش حياتها التي تعرفها من عدد خطواتها إلى محطة الأتوبيس وصولًا إلى صعوبة قبولها حب صديقها السابق باتريك، ولكنها لم تكن تتوقع طردها من العمل، وعلى الجانب الآخر تقع حادثة دراجة نارية للشاب ويليام تراينور (سام كلافلن) تمنعه عن القيام بكل ما اعتاد عليه في السابق، يقترب عالميهما معًا لتزيد حياة كل واحد منهما بهجة وسعادة على غير المنتظر. وقالت إميليا كلارك عن الفيلم: 
| إميليا كلارك | إنها قصة حب، ولكنها أيضاً تناقش موضوعاً حساساً للغاية. قصة حب لم يسمع بها أحد من قبل، فهي حلوة مرة، ولكنها أيضاً قصة مؤثرة. | إميليا كلارك |

إيميليا كلارك كانت مشغولةً جداً في الآونة الأخيرة بتصوير المسلسل التلفزيوني الشهير صراع العروش حيث تلعب دور «دنيرس تارجارين»، الملقبة «أم التنانين». ومع ذلك، وقالت إنها تمكنت من تكثيف عملها في فيلمها الجديد بين لقطتين من هذا المسلسل. وأضافت إميليا كلارك: لحسن الحظ جاء توقف تصوير المسلسل في الوقت المناسب وهكذا تمكنت من تصوير فيلم أنا قبلك. فدوري في هذا الفيلم أقرب بكثير إلى شخصيتي في الواقع من دوري في مسلسل صراع العروش. وتم تصوير أحداث الفيلم في الولايات المتحدة الأمريكية، وتم الإفراج عنه للمرة الأولى في صالات السينما العالمية في 3 يونيو 2016 ، وطرحت شركة «وارنر برذرز» المنتجة للفيلم السينمائي، العرض الدعائي الثاني للفيلم عبر صفحتها الرسمية على «يوتيوب». وأستطاع الفيلم أن يحقق إيرادات في دور العرض السينمائية وصلت إلى ما يقرب نحو (200  مليون $) حول العالم، والفيلم من إخراج ثيا شاروك. أما الفيلم الآخر كان من إنتاج شركة زانوك المستقلة حيث أعلنت توقيعها مع إميليا كلارك للقيام ببطولة فيلم الإثارة والغموض صوت من الحجر للكاتب أندرو شو والمقتبس من الرواية الإيطالية الشهيرة لا فوس ديلا بيترا وقام بإخراج الفيلم المخرج إيريك دينيس هاول. تدور أحداث الفيلم في عام 1950 حول الممرضة فيرينا (إميليا كلارك) والتي تسخر طاقتها لمساعدة طفل صغير يدعى جايكوب يعيش مع والده في قصر أثري قديم في إقليم توسكانا الإيطالي، وبسبب وفاة والدته المفاجئ يعيش جايكوب حالة من الصمت التام ويرفض الحديث بأي كلمة لأي شخص مهما كان، لكن الأمر لم يقتصر على ذلك بل أصابت جايكوب لعنه جعلته محاصر بين جدران القصر لا يقدر على مغادرته، ولكي تنقذ جايكوب من اللعنة وتخرجه من حالته ينبغي على فيرينا القضاء على الأشباح الساكنة في جدران القصر. تم تصوير الفيلم نهاية عام 2014 في إيطاليا  وعُرض في أبريل 2017 حيث صدر بنظام فيديو حسب الطلب.
وفي عام 2016 كانت ستؤدي دور البطولة في فيلم مسدسات أغسطس، بدلا من الممثلة هيلينا بونهام كارتر. وفي نفس السنة قامت بالأداء الصوتي في مسلسل رسوم متحركة يدعى الدجاجة الآلية.

## حياتها كعارضه أزياء

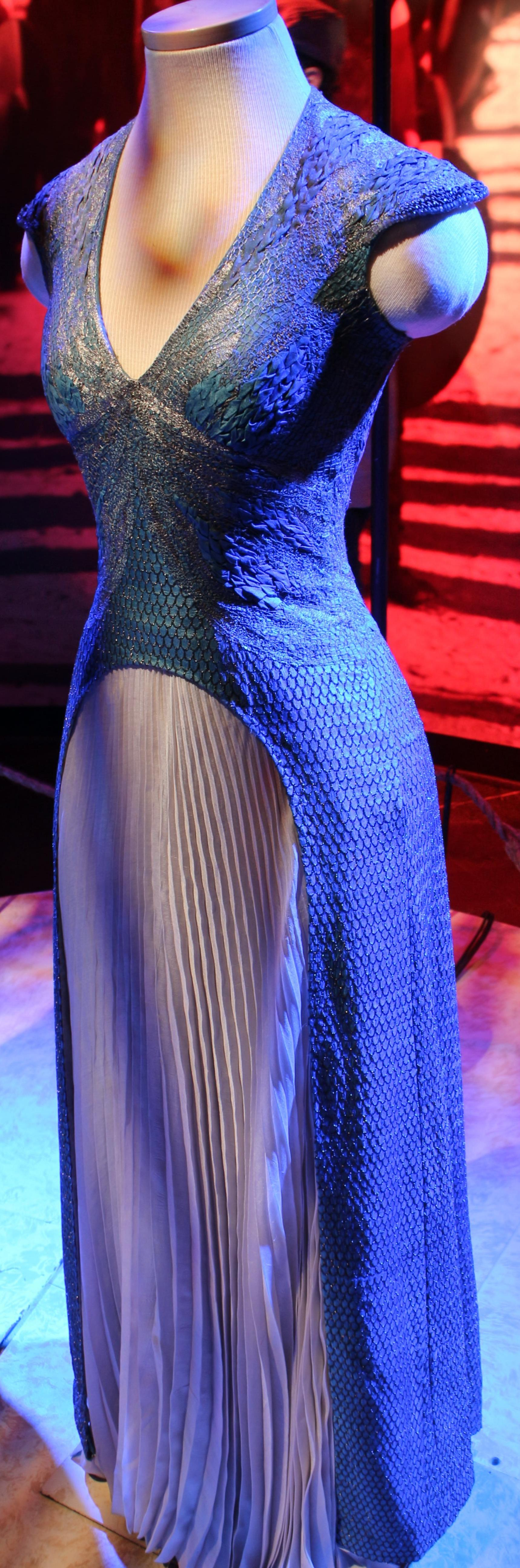
إميليا كلارك ارتدت هذا الفستان الأزرق في دورها الرئيسي لشخصية "دنيرس تارجارين" في مسلسل صراع العروش.

في أكتوبر عام 2015 أعلنت المجلة الأميركية إسكواير على حسابها في الإنستغرام أنها اختارت الممثلة إميليا كلارك لحمل لقب المرأة الأكثر إثارة في العالم لسنة 2015، والذي كان السنة الماضية من نصيب الإسبانية «بينيلوب كروز». واستندت اداره المجلة في اختيار اميليا بأنها ممثلة متنوعة في أدوارها، حيث تستطيع تقديم أدوار الخير والشر بشكل عال، وأكدت أنها لم تكن لتحصل على دورها في صراع العروش لولا مدير أعمالها، وتمتلك هذه الشابة حصة كبيرة من المعجبين على الإنستغرام حيث يبلغ عددهم ما يقارب 25 مليون متابع عبر العالم. تختار النجمة العالمية إميليا كلارك فساتين السهرة التي تظهر بها في الحفلات والمناسبات الكبرى بعناية شديدة من كبرى دور الأزياء الشهيرة، وتحرص كلارك أن ترتدي الفساتين الطويلة أو متوسطة الطول على السجادة الحمراء كونها تعتبر هذا الشكل من الفساتين أكثر فخامة وأناقة عن التصميمات الأخرى. ولإطلالة براقة وحالمة تختار إميليا كلارك ارتداء الفساتين ذات الألوان الفاتحة مثل البيج والأبيض مؤكدة أنهما من أكثر الألوان التي تفضلها، كذلك اللون الأحمر والأسود الذي يعتبر أهم لون لإبراز جمال ورشاقة النساء في الحفلات. يذكر أن إميليا كلارك تفضل أختيار فساتينها من علامات أزياء «أوسكار دي لا رينتا» و«كريستيان ديور» و«كريستيان لوبوتان» و«فيكتوريا بيكام» وغيرهم.
في 10 يناير عام 2016 تألقت الممثلة إميليا كلارك، على السجادة الحمراء في حفل توزيع جوائز الغولدن غلوب الثالث والسبعون، بفستان أسود. إميليا كلارك صاحبة لقب أكثر امرأة مثيرة لعام 2015، ارتدت فستانا طويلا أسود اللون، ذو أكمام مفتوحة تغطي ذراعيها، لتبتعد عن الإثارة التي تحمل لقبها. في 13 فبراير عام 2016 تألقت الممثلة إميليا كلارك في حفل توزيع «جوائز بافتا» البريطانية في لندن، إميليا كلارك تألقت بفستان أحمر من تصميم «فيكتوريا بيكام»، حيث انه يناسب شخصيتها المفعمة بالطاقة ، وكانت كلارك من أبرز الحاضرين في هذه الحفلة بجانب الممثلات كيت بلانشيت، كيت وينسليت، جوليان مور. واستُضيفت أيضا في حفل العشاء الذي أقامه المُنتج السينمائي هارفى واينشتاين قبيل حفل توزيع جوائز الأكاديمية البريطانية لفنون الفيلم والتليفزيون المعروفة باسم «البافتا» المُقرر إقامته يوم الأحد، وارتدت فستان أبيض وعليها علامات السعادة، بسبب ما وصفته صحيفة «ديلي ميل» البريطانية بأنه «عودتها لموطنها بريطانيا مجدداً بعد قضائها الأسابيع الماضية في الولايات المتحدة الأمريكية».
في 28 فبراير عام 2016 تألقت الممثلة إميليا كلارك، في حفل توزيع جوائز الروح المستقلة، بفستان أسود ذوي الياقات بيضاء وصفراء من تصميم «مايكل كوروس»، وذلك بحسب ما ذكر موقع «ديلي ميل» البريطاني. في 11 أبريل عام 2016 ظهرت إميليا كلارك بإطلالة جريئة في العرض الخاص للموسم السادس من المسلسل، الذي أقيم مساء أمس الأحد في سينما TCL Chinese Theatre بولاية لوس أنجلوس الأمريكية. وتألقت الممثلة إميليا كلارك بفستان أسود مخملي، وارتدت أيضا في قدميها حذاء أسود من تصميم «كريستيان لوبوتان» ، إلى جانب لينا هيدي، نيكولاي كوستر والداو، بيتر دنكليج، صوفي تارنر، مايسي ويليامز، ألفي آلن.
في 5 مايو عام 2016 شُهدت الممثلة وعارضة الأزياء الإنجليزية إميليا كلارك، متألقه بفستان رمادي وأحمر جميل، مرتدية صاندال أحمر، أثناء مغادرتها السينما بعد عرض الخاص لفيلمها الجديد أنا قبلك، في تورنتو بكندا، أختارت كلارك فستانها من مجموعة «بوتيغا فينيتا» لشتاء 2016. في 25 مايو عام 2016 احتفلت الممثلة الإنجليزية إميليا كلارك بإطلاق فيلمها الجديد أنا قبلك في لندن ليلة البارحة، حيث كانت متألقة بفستان أصفر ناعم. اختارت الممثلة فستاناً بطول متوسّط وتفاصيل لافتة يحمل توقيع المصممة الروسيّة «يوليانا سيرجينكو»، ونسّقته مع صندل فضي بكعب عالٍ وسوار ماسي رفيع، ورغم أنه من أشهر دور الأزياء إلا أنه صنع أسوأ إطلالة لكلارك على السجادة الحمراء. من جهة أخرى حرصت النجمة الشهيرة على التقاط الصور التذكارية مع محبيها ومعجبيها الذين كانوا في انتظارها ووقعت لهم على «الأوتوجرافات».
في 26 مايو عام 2016 بدت الممثلة إميليا كلارك جميلة في العرض الأول لفيلم أنا قبلك في أوروبا ليلية الأربعاء الماضي، وارتدت فستانا من التول منفوشا مطرزا بزهرة عباد الشمس، والظهور الثاني لها الخميس 26 مايو الجاري وهي متجهة لعمل مقابلة في برنامج الإذاعي Radio 1 على محطة بي بي سي. وحيت النجمة كل معجبي مسلسل لعبة العروش الذين اصطفوا لأستقبالها، وبدت الممثلة الإنكليزية متألقة، وجلبت معها ظلال أشعة الشمس من لوس أنغليس في إطلالتها الجميلة، واكتفت بالحد الأدنى من تسريحة شعر معقودة في أسلوب بسيط على مؤخرة رأسها وأبقت بعض الخصلات مرتاحة حول أذنيها. وأضاف الفستان المصنوع من قماش التل المزيد من الجاذبية الجنسية بسبب طبقاتها الجميلة وبطانته الحريرية التي وصلت إلى قدميها، وعادت إلى بلدها مرة أخرى للحديث عن دورها في رائعة جوجو مويس الذي تحول إلى فيلم بعنوان أنا قبلك، تلعب إميليا دور لويزا كلارك وهي فتاة بلدة صغيرة تقع في حب رجل مشلول حديثا اسمه وليام ترينور ويلعب دوره سام كلافلن، ووصلت إلى لندن ليستر سكوير الأربعاء الماضي لحضور العرض الأول للفيلم، وظهرت في فستان رائع مع خط عنق مربع. ويبدو أن إميليا وسام كلافلن استمتعا بتصوير الفيلم الرومانسي وظهر أن علاقتهما القوية ظهرت على الشاشة وخلقها، واعترفت أنها كانت تمزح مع شريكها في التمثيل كثيرا، وصرحت «كنت أضع السمك في جواربه، ولكن هذه كانت واحدة من المقالب، وكان هذا هو السمك الذي تناولناه على العشاء». وتابعت «لدي مصادر محدودة، فهو يقوم بالكثير من المقالب ضدي، وكنت في بعض الأحيان لا أجد الوقت أو الموارد كي أرد له مقالبه، وكنت في تلك اللحظة أملك 20 دقيقة فقط كي أنفذ هذا المقلب». في 18 سبتمبر عام 2016 شُهدت الممثلة وعارضة الأزياء الإنجليزية إميليا كلارك، متألقه في السجادة الحمراء لحفل توزيع جوائز الإيمي برايم تايم الثامن والستون المقامة في مسرح نوكيا بمدينة لوس أنجلوس، وظهرت بإطلاله ناعمة حيث ارتدت فستان من اللون «البيج» جعلها تبدو بسيطة وطبيعية والفستان من تصميم «فيرزاتشي».

## اهتماماتها الخاصة

### حياتها الخاصة
في سبتمبر عام 2012، تواعدت إميليا كلارك مع الممثل سيث ماكفارلن. وفي مارس 2013، أكدت وسائل الاعلام انتهاء العلاقة بينهما. في أكتوبر عام 2015 نشرت الممثلة إميليا كلارك صورة ذاتية مرحة عبر حسابها على موقع الإنستغرام مع الممثل الأمريكي جايسون موموا الشهير بدور «كال دورغو» في مسلسل صراع العروش. وعلقت إميليا كلارك على الصورة كاتبة: «حسنا، أعتقد أن الشمس أشرقت من الغرب وغربت من الشرق... أسبوع الموضة في باريس بدأ». كما نشر مع الممثل جايسون موموا صورة أخرى للقائه بإميليا كلارك عبر حسابه على موقع الإنستغرام وعلق عليها: «ملكتي. يا لها من امرأة». في مايو عام 2016، لم يستطع الممثل الأمريكي جايسون موموا الشهير بدور «كال دورغو» في مسلسل صراع العروش أن يقف صامتا أمام تعري إميليا كلارك مجددا في الموسم السادس من المسلسل الخيالي صراع العروش. وعلق «دورغو» على تعري أرملته في المسلسل، وذلك في حلقة «كتاب الغريب» التي شهدت استعادة «دنيرس تارجارين» لمجدها من جديد. ونشر جايسون موموا صورة من مشهد تعري إميليا كلارك عبر حسابه على موقع الإنستغرام للتعبير عن فخره بقوتها وتمكنها من السيطرة على مدينة «الدوثوراكي». وعلق جايسون على الصورة: «هاهاهاهاهاها. أحب صراع العروش. لا تعبثوا مع حبيبتي». وكانت إميليا كلارك قد علقت على المشهد الذي شهد تعريها بعد غياب منذ الموسم الثالث قائلة: «هذه أنا، فخورة، قوية. أشعر بسعادة حقيقية أنني قلت نعم. لا يجب أن تكون ممثلة بديل»، حسب ما قالته في صحيفة انترتينمنت ويكلي الأمريكية.
في مايو عام 2016، تحلم الممثلة وعارضة الأزياء الإنجيلزية إميليا كلارك، بتجسيد دور «جاين بوند» في سلسلة أفلام جيمس بوند، نجمة الملحمة الدرامية صراع العروش لم تكتفي بالنجاح الذي حققته وتريد ان تصل إلى أبعد من ذلك. في حديث لها مع Daliy Star، أكدت إميليا كلارك أنها لديها أحلام لم تطلق سراحها بعد وأنها ستكون سعيدة جدًا إذا أدت دور «جاين بوند»، كما أشارت إلى أنها تفضل لعب دور البطولة أمام الممثل الحائز على جاثزة الأوسكار ليوناردو دي كابريو في دور شخصية «جيمس بوند». وجاء تصريح كلارك بعد أن قامت الممثلة الأمريكية جيليان أندرسون بطلة مسلسل خيال علمي الملفات الغامضة بإعادة تغريد صورة لها قام بتصميمها إحدى معجبيها وهي تقف وورائها خلفية «بوند» الشهيرة علقت عليها قائلة: هذا بوند، جاين بوند، شكرا للتصويت من أجل ترشيحي لهذا الدور، وأسفة على الصورة أنا لا أعلم من قام بتصميمها ولكني أحببتها جدًا.
في يونيو عام 2016 اعترفت الممثلة إميليا كلارك، نجمة الدراما التاريخية صراع العروش بأنها تكن مشاعر الإعجاب للنجم الحاصل على جائزة الأوسكار ليوناردو دي كابريو وأنها تريد الارتباط به إذا توقف هو عن الارتباط بـ عارضات الأزياء، حيث أرتبط أسمه بعارضة الأزياء جيزيل بوندشين، أكدت إميليا كلارك أنها طالما حلمت بالارتباط بشخص مثل ليوناردو دي كابريو مرح وذكي وجذاب جدا. في يونيو عام 2016، لم يستطع مغني فرقة جوناس برذرز، نيك جوناس، إنكار مدى هوسه بحساب الممثلة إميليا كلارك على موقع الإنستغرام. وقام جوناس بظهور مفاجئ في برنامج الإذاعي Radio 1 على محطة بي بي سي أثناء استضافة مقدم البرنامج نك جريمشو لـ «أم التنانين» إميليا كلارك من أجل الترويج لفيلمها الجديد أنا قبلك. وأكد المغني الأمريكي نيك جوناس أنها ليست المرة الأولى التي يقابل فيها البريطانية إميليا كلارك التي سبق أن قابلها في حفل ما بعد أوسكار 2016، وأنه اعترف لها عند هوسه بحسابها على موقع الإنستغرام. وقال نيك جوناس: «قلت لها: أنا من أكبر المعجبين بمسلسلك، في الحقيقة كان هذا ضمن المحادثة، لكني قلت لها: أنا معجب بحسابك على موقع الإنستغرام، وهو ما لا أعرف ما إذا كان أمر غريب أن أقوله أم لا». وفسر نيك جوناس: «ربما قلت ذلك بعد واحد أو اثنين من الكوكتيل. شعرت بالحرج الشديد». وعلقت إميليا كلارك: «شعرت بالإطراء. فخورة بحسابي على الإنستغرام». وأوضح نيك جوناس سبب إعجابه بحساب بطلة صراع العروش قائلا: «لأنها تنشر أشياء عظيمة، صور من كواليس المسلسل وأشياء من هذا القبيل». وبسؤاله عما إذا كان يريد أن ينضم لأبطال صراع العروش، قال نيك جوناس: «لا أعتقد أنهم سيتعاقدون معي»، إلا أنه إميليا كلارك حمسته ووعدته أن ترسل بريدا إلكترونيا لمنتجي المسلسل للتعاقد معها. وقالت إميليا كلارك: «أنت على استعداد أن تصبغ شعرك لأشقر التارجارين، يمكنك قيادة تنين يا عزيزي».

### أنشطة أخرى
في عام 2015 بلغت ثروة إميليا كلارك نحو (ثلاثة ملايين $). في مايو عام 2015 ظهرت كلارك في غلاف مجلة فوغ العالمية في عددها الذي يصدر شهر مايو المقبل. في يونيو عام 2015 دخلت الممثلة إيميليا كلارك في منافسة على لقب أجمل حواجب أمام عارضة الأزياء الممثلة كارا ديليفين. استُضيفت كلارك في برنامج The Graham Norton Show في يوم
```
الجمعة 19 يونيو، بمصاحبة 
أرنولد شوارزنيجر
 شريكها في فيلم 
المبيد جنسايس
، بالإضافة إلى الممثل 
جيك جيلنهال
 وعارضة الأزياء الممثلة 
كارا ديليفين
. ومع شهرة الفنانتين إيميليا كلارك وكارا ديليفين بحواجبهما الكثيفة، طلب منهما مقدم البرنامج جرهام نورتون أن يدخلا في منافسة على من منهما أكثر حاجبيه أجمل وأكثر مرونة، والتي كان حكما بها أرنولد شوارزنيجر. ومع صعوبة تحديد الفائزة باللقب، اضطر أرنولد شوارزنيجر أن يساند شريكته في فيلمه المقبل، لدرجة أنه سألها: «هل تريدين الفوز»؟ وعندما ردت بنعم، أعلن على الفور تفوقها على عارضة الأزياء كارا ديليفين.
[
94
]
```

في مايو عام 2015 كشفت الممثلة إميليا كلارك خجلها من ارتداء «الشورت»، كما فضحت هوس الممثل تشانينج تيتوم بمسلسلها. وكشفت كلارك أن تشانينج تيتوم وزوجته اعترفا لها بأنهما يستخدمان مصطلحات من جملها في المسلسل لمغازلة بعضهما البعض. كما كشفت إميليا كلارك في حوارها مع مجلة Harper في عدد شهر يونيو أن إحدى نزواتها الخيالية تحققت عندما قابلت تشانينج تيتوم وزوجته. وقالت إميليا: «شخص ما أخذ نزوة خيالية من رأسي وعبث بها، كنت في حفل ما بعد جوائز جولدن جلوب وظهر لي تشانينج وزوجته الفاتنة جينا ديوان».

في يونيو عام 2015 علقت كلارك على الحلقة الأخيرة من الموسم الأخير من مسلسل صراع العروش وكثرة الوفيات التي وقعت بها، مشددة على أن آخر ممثل توفى كان أكثر من أثر فيها. وبالحديث عن الوفيات تذكرت شخصية "كال دورغو" الذي توفى في الموسم الأول من المسلسل، وحكت عن روحه المرحة أثناء تصوير مشاهدهما، خاصة المشاهد الحميمية. في أكتوبر 2015 ظهرت كلارك "عارية"، في غلاف مجلة Esquire الأمريكية. في يونيو عام 2015 ظهرت النجمة إميليا كلارك، بمظهر جديد ومميز في نفس الوقت، في سياق التحضير لفيلمها الجديد المبيد جنسايس، حسب ما ذكرته صحيفة "الغارديان" البريطانية. والتقطت الكاميرات أثناء الجولة الصحفية صورًا لإميليا حيث ظهرت بشعر قصير بعدما قامت بقص بضعة سنتيمترات من شعرها. وقامت إميليا بنشر الصورة الخاصة بها على موقع الصور "الإنستغرام" مما أثار إعجاب متابعيها، وقاموا بتداول الصورة على صفحاتهم. في سبتمبر عام 2015 أكدت إميليا كلارك لمراسل صحيفة «ديلي ميل» بخصوص موضوع الجنس على شاشة التلفزيون، وأنه ليس من الصعوبة إجراء انتقاد حول صراع العروش. وقالت كلارك:
| إميليا كلارك | إن أغلب المشاهد الجنسية التي تشاهدونها في الأفلام والتلفزيون غير مبررة، وهي عادة ما تكون لمجرد جذب الجمهور..أنا بريطانية، لذا فأنا أشعر بالحرج من مثل هذه الأشياء..أنا لاأطيقها. | إميليا كلارك |

 وبعد هذا النقاش بأسبوع أكدت كلارك أن ما نُشر على لسانها بشأن كرهها تقديم مشاهد التعري في الدراما غير صحيح تماما، وتم فبركته. وأوضحت عبر حسابها على موقع الإنستغرام أن التصريحات التي أدلت بها بشأن موقفها من تصوير مشاهد العري تم فبركتها. وقالت لمتابعيها البالغ عددهم مليون متابع: "ما حدث هو أنه قام أحد الصحفيين بتتبعي في أحد الحفلات، وكنت رافضة الحديث إليه، والإدلاء بأي تصريحات للمطبوعة التي يتبع لها، وكان سؤاله لي بشأن "منح السُلطة للنساء في إدارة الأمور". وتابعت كلارك التمثيل بدور شخصية «دنيرس تارجارين» في مسلسل صراع العروش وقالت:
| إميليا كلارك | الآن أشعر جيدا بقوة موقع الإنستغرام كي أوضح من خلاله موقفي للأجيال القادمة وهو: إذا كان تصوير مشاهد التعري يخدم السياق الدرامي للأحداث فأنا لا أمانع تماما من تقديمه، وأحيانا المشاهد الفاضحة تكون مطلوبة لإضفاء مصداقية على الشخصية والحدث الذي يعيشه، أما إذا كانت تلك المشاهد غير مبررة دراميا فعندئذ أتناقش مع مخرج العمل حول كيفية تصويره بطريقة رقيقة، وفي كل الأحوال فأنا مثل "أم التنانين" تحت السيطرة. | إميليا كلارك |

وكانت صحيفة «ديلي ميل» البريطانية نسبت تصريحات على لسان إميليا كلارك الأسبوع الماضي بأنها لا تطيق تصوير المشاهد الجنسية، وأنها تسبب لها إحراج شديد. في 4 نوفمبر عام 2015 تم اختيار الممثلة إميليا كلارك لأحدث الوجوه الدعائية لماركة ديور الفرنسية ولقد شاركت في حملة دعائية لمجموعة مجوهرات جديدة لماركة ديور العالمية. في 14 نوفمبر عام 2015 تألقت الممثلة إميليا كلارك في دور «دنيرس تارجارين» في مسلسل صراع العروش، مما أهلها للحصول على جائزة إيمي عن أفضل دور ثاني، كما اختارتها المجلة الإنكليزية GQ في سبتمبر الماضي بأنها «امرأة هذه السنة». وفي ديسمبر عام 2015 صُنِّفت كلارك ضمن قائمة Top 10 Stars Of 2015 من موقع قاعدة البيانات الكبرى الخاصة بالأفلام على الإنترنت IMDb ، وقد احتلت المرتبة الثانية بسبب أعمالها كممثلة بطلة مسلسل «صراع العروش»، وقدمت أيضا في عام 2015 فيلم المبيد جنسايس بجانب الممثل العالمي أرنولد شوارزنيجر.
في يونيو عام 2016 عرضت مجلة «ديلي ميل» البريطانية مجموعة صور لعارضة أزياء تدعى فالنتينا سيترونزيك وهي من لوس أنجلوس تشبه بطلة سلسلة مسلسلات صراع العروش، إميليا كلارك. وهي مغنية البوب، البالغة من العمر 18 عامًا، ولديها أكثر من (30000) متابع على موقع الإنستغرام، وتم تصنيفها من قبل «مجلة فوغ» الإيطالية كنجمة آخذة في البزوغ. وذكرت فالنتينا للمجلة الإيطالية أن البعض وصفها بأنها تشبه إميليا كلارك بطلة مسلسل صراع العروش، بسبب تصفيفة الشعر هي آخر ما اتجهت إليه النجمة الشابة لتظهر به أمام رواد مواقع التواصل الاجتماعي، حيث ذهبت إلى صالون في لوس أنجلوس لتغيير ضفائر الشعر ذات اللون البني الغامق الطبيعي إلى اللون الأبيض الجليدي. في عام 2016 صُنِّفت كلارك ضمن قائمة أجمل 10 نساء في العالم لعام 2016 ، وقد احتلت المرتبة التاسعة بسبب حملها لقب المرأة الأكثر إثارة في العالم لسنة 2015.

## العمل الخيري
في 13 مارس عام 2016 تبرّعت كلارك بجانب طاقم عمل مسلسل صراع العروش لمساعدة اللاجئين الفارين من الحرب في الشرق الأوسط ، وذلك من خلال إعلان تلفزيوني عرض على شبكة (هوم بوكس أوفيس) بالتعاون مع لجنة الإغاثة الدولية (آي آر سي) في حملة لمساعدة اللاجئين، وكان هدف هذه الحملة أستخدام نجوم مسلسل صراع العروش للدعاية التي تهدف لمساعدة اللاجئين الفارين من الحرب في الشرق الأوسط من سوريا والعراق إلى تركيا وشبه جزيرة البلقان. وتضمن هذا الإعلان التلفزيوني الذي عرض مساء يوم الأحد في 13 مارس 2016 تحت شعار «الإغاثة بلا حدود» نجوم الصف الأول من مسلسل الخيال العلمي والفنتازيا صراع العروش مثل لينا هيدي ومايسي ويليامز ونيكولاي كوستر والداو مع صوفي تارنر وجون برادلي بجانب إيوان ريون وهم يشرحون حالة الحرب في سوريا واضطرار الآلاف للهرب من منازلهم المدمرة هربا من الموت والمجاعة.
افتتح مساء يوم الخميس 21 أبريل 2016 كل من النجمة البريطانية إميليا كلارك، والفنانة العالمية إيمي آدمز وبرفقة عدد كبير من نجمات هوليوود معرض فنيا للصور الفوتوغرافية بعنوان «اللاجئ»، الذي استضافته مؤسسة Annenberg Space for Photography بولاية لوس أنجلوس، وذلك بحضور عدد كبير من وسائل الإعلام والمعجبين. وشهدت السجادة الحمراء إطلالات مختلفة، لنجمات هوليوود اللائي حرصن على الظهور بكامل أناقتهن والتقاط بعض الصور أمام كاميرات التليفزيون والصحافة خلال حضورهن افتتاح المعرض، ومن أبرز الفنانات اللائي جذبن الأنظار لهن بأناقتهن النجمة إميليا كلارك، إيمي آدمز، تراسي إيليس، كريستين دافيس، رشيدة جونز، كريستين بيل، والموزعة الموسيقية أنجيليك كيدجو، والكاتبة ميندي كالينج، والصحفية ماريا شرايفر، والمصور الصحفي لينزي أداريو، وجيليان مايكلز، وهايدي رودس. وكانت المفوضية السامية للأمم المتحدة لشؤون اللاجئين قد اعلنت عن إقامة المعرض الذي يظهر أزمة النزوح القسرى المتفاقمة بعدسات بعض المصورين الأكثر شهرة في العالم. وقدمت الصور الرائعة لزائري المعرض فكرةً عن محنة اللاجئين، بما في ذلك جهودهم التي يبذلونها للنجاة واحتياجاتهم وأحلامهم وآمالهم بمستقبل أفضل، وصرّح المفوض السامى للأمم المتحدة لشؤون اللاجئين فيليبو جراندي قائلاً: تأتى هذه المبادرة البارزة في الوقت المناسب إذ يُهجّر الناس حول العالم بوتيرة غير مسبوقة بسبب العنف وانتهاكات حقوق الإنسان.

## السيرة الفنية
| السنة | التلفزيون      | بالإنجليزية     | الدور                  |
| ----- | -------------- | --------------- | ---------------------- |
| 2009  | الأطباء        | Doctors         | ساسكيا ماير            |
| 2011  | صراع العروش    | Game of Thrones | دنيرس تارجارين         |
| 2013  | فيوتشوراما     | Futurama        | صوت شخصية: ماريان      |
| 2016  | الدجاجة الآلية | Robot Chicken   | صوت شخصية: فتاة الوادي |
| 2017  | الحيوانات.     | Animals.        | صوت : لمبي             |

| السنة | الفيلم            | بالإنجليزية          | الدور        |
| ----- | ----------------- | -------------------- | ------------ |
| 2010  | هجوم الترياسي     | Triassic Attack      | سافانا       |
| 2012  | جزيرة سبايك       | Spike Island         | سالي         |
| 2012  | المكبل            | Shackled             | مالو         |
| 2013  | دوم هيمينجواي     | Dom Hemingway        | إيفلين       |
| 2015  | المبيد جنسايس     | Terminator: Genesis  | سارة كونور   |
| 2016  | أنا قبلك          | Me Before You        | لويسيا كلارك |
| 2016  | فويس فروم ذا ستون | Voice from the Stone | فيرينا       |

| السنة | العنوان             | بالإنجليزية            | الدور         | ملاحظات      |
| ----- | ------------------- | ---------------------- | ------------- | ------------ |
| 2013  | إفطار في شقة تيفاني | Breakfast at Tiffany's | هولي جولايتلي | مسرح برودواي |

| السنة | اللعبة      | بالإنجليزية     | ملاحظات                   |
| ----- | ----------- | --------------- | ------------------------- |
| 2015  | صراع العروش | Game of Thrones | صوت شخصية: دنيرس تارجارين |

## الجوائز والترشيحات
| السنة | الجائزة                                            | النتيجة  |
| ----- | -------------------------------------------------- | -------- |
| 2011  | "جوائز سكريم"                                      | فازت بها |
| 2011  | "جوائز آي جي إن"                                   | رُشِحت لها |
| 2011  | "جوائز نقابة ممثلي الشاشة"                         | رُشِحت لها |
| 2011  | "جوائز غرايسي"                                     | فازت بها |
| 2012  | "مهرجان مونت كارلو للتلفزيون"                      | رُشِحت لها |
| 2012  | "جوائز Golden Nymph"                               | رُشِحت لها |
| 2013  | "جوائز SFX"                                        | فازت بها |
| 2013  | "جوائز نقاد اختيار التلفزيون"                      | رُشِحت لها |
| 2013  | "جائزة نقابة ممثلي الشاشة"                         | رُشِحت لها |
| 2013  | "جائزة ستالايت"                                    | رُشِحت لها |
| 2013  | "جائزة إيمي"                                       | رُشِحت لها |
| 2013  | "جوائز أفلام ومسلسلات الأنترنت"                    | فازت بها |
| 2014  | "جوائز بيبول تشويس"                                | رُشِحت لها |
| 2014  | "جائزة نقابة ممثلي الشاشة"                         | رُشِحت لها |
| 2015  | "جائزة زحل"                                        | رُشِحت لها |
| 2015  | "جائزة نقابة ممثلي الشاشة"                         | رُشِحت لها |
| 2015  | "جائزة إيمي"                                       | رُشِحت لها |
| 2015  | "أكاديمية الخيال العلمي"                           | رُشِحت لها |
| 2015  | "جائزة أفضل شخصية عبر الإنترنت الأفلام والتلفزيون" | رُشِحت لها |
| 2015  | "جائزة اختيار المراهقين"                           | رُشِحت لها |
| 2015  | "جوائز إمباير"                                     | فازت بها |
| 2016  | "جوائز بيبول تشويس"                                | فازت بها |
| 2016  | "جوائز Jupiter"                                    | رُشِحت لها |
| 2016  | "جائزة نقابة ممثلي الشاشة"                         | رُشِحت لها |
| 2016  | "جائزة إيمي"                                       | رُشِحت لها |
| 2016  | "جائزة اختيار المراهقين"                           | رُشِحت لها |
| 2016  | "جوائز أفلام ومسلسلات الأنترنت"                    | رُشِحت لها |
| 2017  | "جائزة نقابة ممثلي الشاشة"                         | رُشِحت لها |

## وصلات خارجية
- إميليا كلارك على موقع IMDb (الإنجليزية)
- إميليا كلارك على موقع ميتاكريتيك (الإنجليزية)
- إميليا كلارك على موقع روتن توميتوز (الإنجليزية)
- إميليا كلارك على موقع مونزينجر (الألمانية)
- إميليا كلارك على موقع قاعدة بيانات الأفلام العربية
- إميليا كلارك على موقع ألو سيني (الفرنسية)
- إميليا كلارك على موقع ميوزك برينز (الإنجليزية)
- إميليا كلارك على موقع تيرنر كلاسيك موفيز (الإنجليزية)
- إميليا كلارك على موقع أول موفي (الإنجليزية)
- إميليا كلارك على موقع قاعدة بيانات برودواي على الإنترنت (الإنجليزية)